# Grises de Humacao (pallavolo)
Le Grises de Humacao furono una franchigia pallavolistica femminile portoricana, con sede a Humacao.

## Storia
Le Grises de Humacao vengono fondate nel 2021, quando il titolo delle Polluelas de Aibonito viene trasferito alla città di Humacao, che nel frattempo aveva appena perso le Orientales de Humacao (inizialmente trasferite a Gurabo e poi scomparse prima dell'inizio di stagione). Un anno dopo, tuttavia, la franchigia cessa di esistere in seguito al trasferimento del titolo alla città di Manatí, dove prendono vita le Atenienses de Manatí.